# Oostrum (Limburg)
Oostrum (Noord-Limburgs: Aostrem of Aostrum) is het grootste kerkdorp van de Nederlands-Limburgse gemeente Venray met 2.555 inwoners (1 januari 2023). Het dorp wordt gezien als een groeikern. Station Venray ligt in Oostrum.

## Geschiedenis
Oostrum heeft een geschreven historie die terug te voeren is tot 1200, toen de naam Oostrum voor het eerst in de geschreven documenten voor kwam.
Oostrum behoorde, samen met Geijsteren en Spraland tot de Heerlijkheid Geijsteren. In 1798 werd Oostrum bij de gemeente Venray gevoegd.
Omstreeks 1350 begon de devotie voor Onze-Lieve-Vrouw Behoudenis der Kranken. In 1450 werd het Augustinessenklooster Bethlehem gesticht. In 1802 werd dit opgeheven en in 1806 werd het gesloopt.
In 1882 kreeg Oostrum een spoorwegstation, gelegen aan de Maaslijn tussen Roermond en Nijmegen. Daar is ook de remise van de buslijnen gevestigd. In combinatie met de directe ligging aan de A73, heeft Oostrum daarmee een goede aansluiting op het openbaar vervoer. Tegenover het station ligt een vestiging van Gilde opleidingen voor MBO onderwijs en de 'Evenementenhal' waar grote beurzen, evenementen en festiviteiten plaatsvinden.

## Psychiatrie
In 1938 werd het noviciaat van de Broeders van Liefde, Sint-Paschalis, geopend. Vanaf 1945 werden hier ook een aantal psychiatrische cliënten uit de Venrayse inrichting Sint-Servatius gehuisvest. In de jaren '70 van de 20e eeuw werden mensen met een verstandelijke beperking uit de Venrayse psychiatrisch Centrum St. Servatius gehuisvest in een nieuw gebouwd instituut, op een gedeelte van het terrein van Sint-Paschalis in Oostrum, "Nieuw Spraland" genaamd. Momenteel is dat een forensische kliniek voor verstandelijk gehandicapten met de naam 'Stevig'. Dat is een onderdeel van 'Dichterbij'. In de nabijheid werd in 2000 ook een tbs-kliniek gevestigd: forensisch psychiatrisch centrum De Rooyse Wissel.

## Economie
Bij Oostrum liggen enkele bedrijventerreinen, zoals 'De Hulst', 'De Blakt' en 'de Witte Vennen'. Een van de bedrijven die er gevestigd is, is Inalfa. Er zijn ook grote logistieke centra gehuisvest.

## Wapen van Oostrum
De oudste akte van de schepenbank dateert van 16 april 1410. Er is van deze schepenbank een zegelstempel bewaard gebleven (onbekend uit welk jaar) dat de Heilige Maagd Maria vertoont met op haar rechterarm het kind Jezus en in haar linkerhand een scepter met in de rand "Segel der Schepens Oosterom".

## Bezienswaardigheden
- De Onze-Lieve-Vrouw Geboortekerk, uit 1936, met laatgotisch koor van omstreeks 1400. De kerk heeft de status van rijksmonument.
- Het kerkhof van Oostrum, Trans Cedron, is ingericht met een kruiswegpark en gedachtenispark bestaande uit 11 gebeeldhouwde staties in 11 kapelletjes en 3 staties in een kruisberg met grot. Het is naast de parochiekerk ook een rijksmonument.
- Oostrumse watermolen of Campsmolen, voormalige watermolen op de Oostrumse Beek.
- Rosmolen, watermolen op de Oostrumse Beek.
- Sint-Paschalis, kloostercomplex uit 1937.
- Lijst van rijksmonumenten in Oostrum (Limburg)
- Lijst van gemeentelijke monumenten in Oostrum

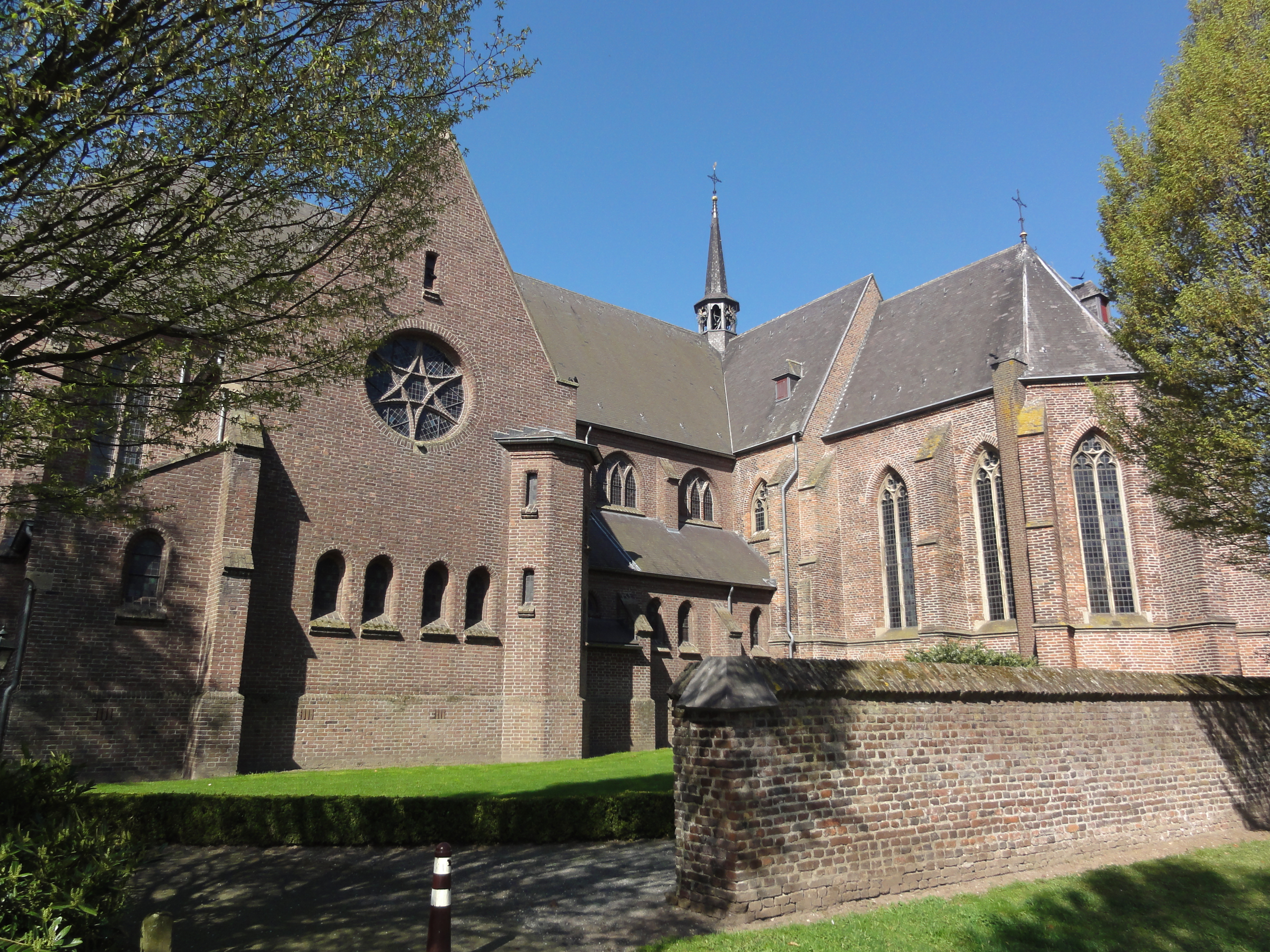
O.L.V. Geboortekerk
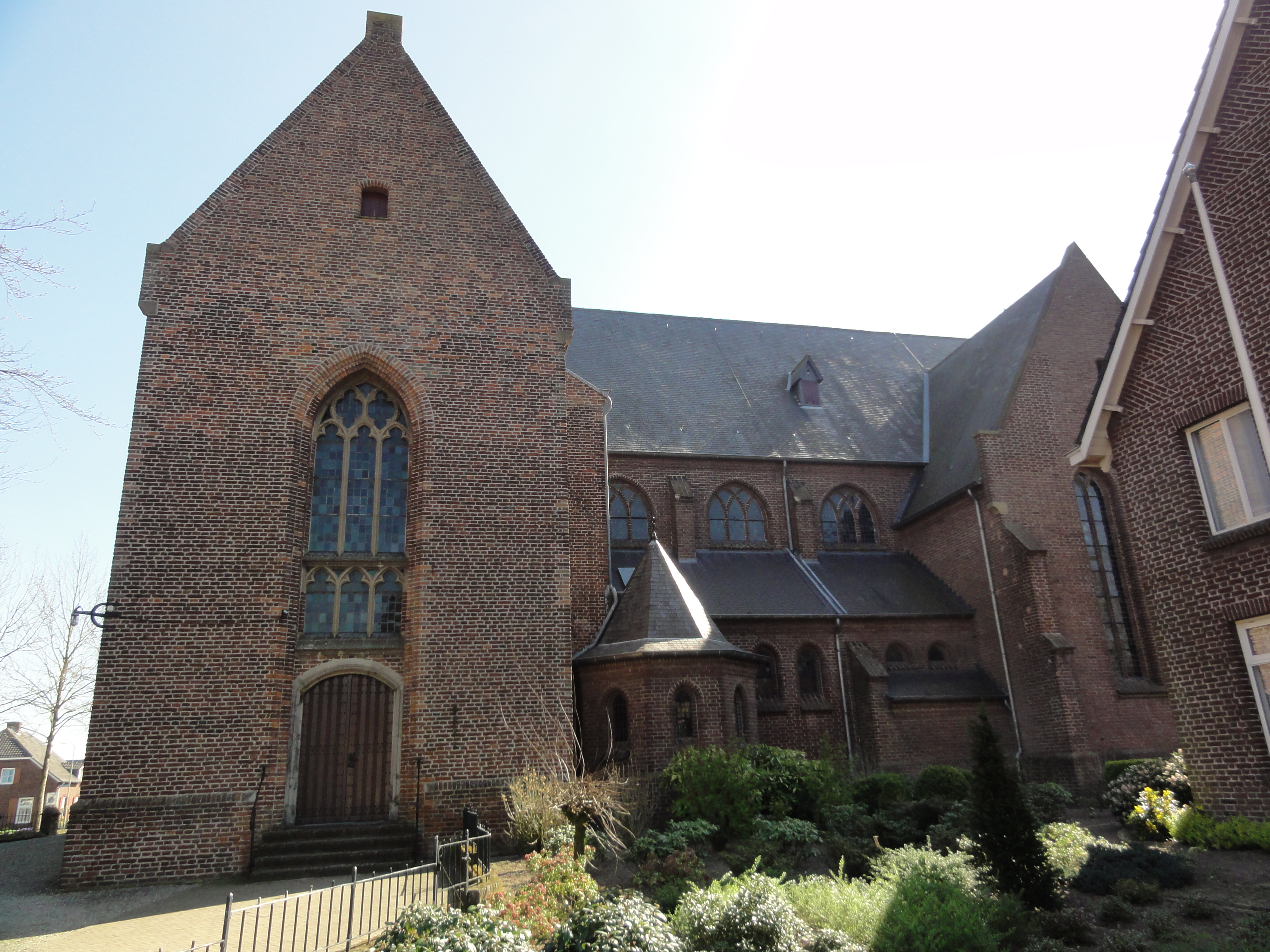
Ingang kerk
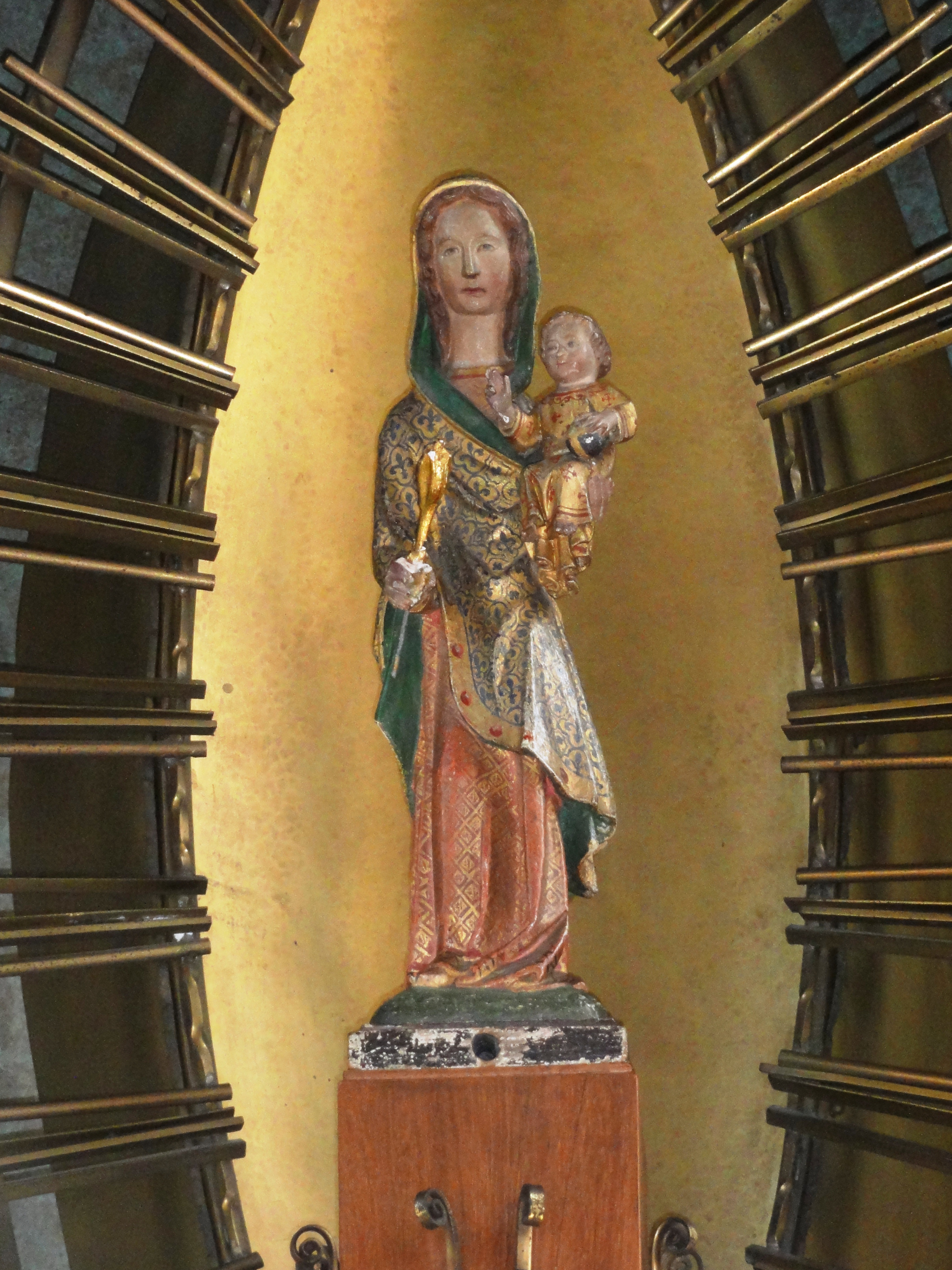
Kerk, beeldje Onze lieve vrouw behoudenis der kranken
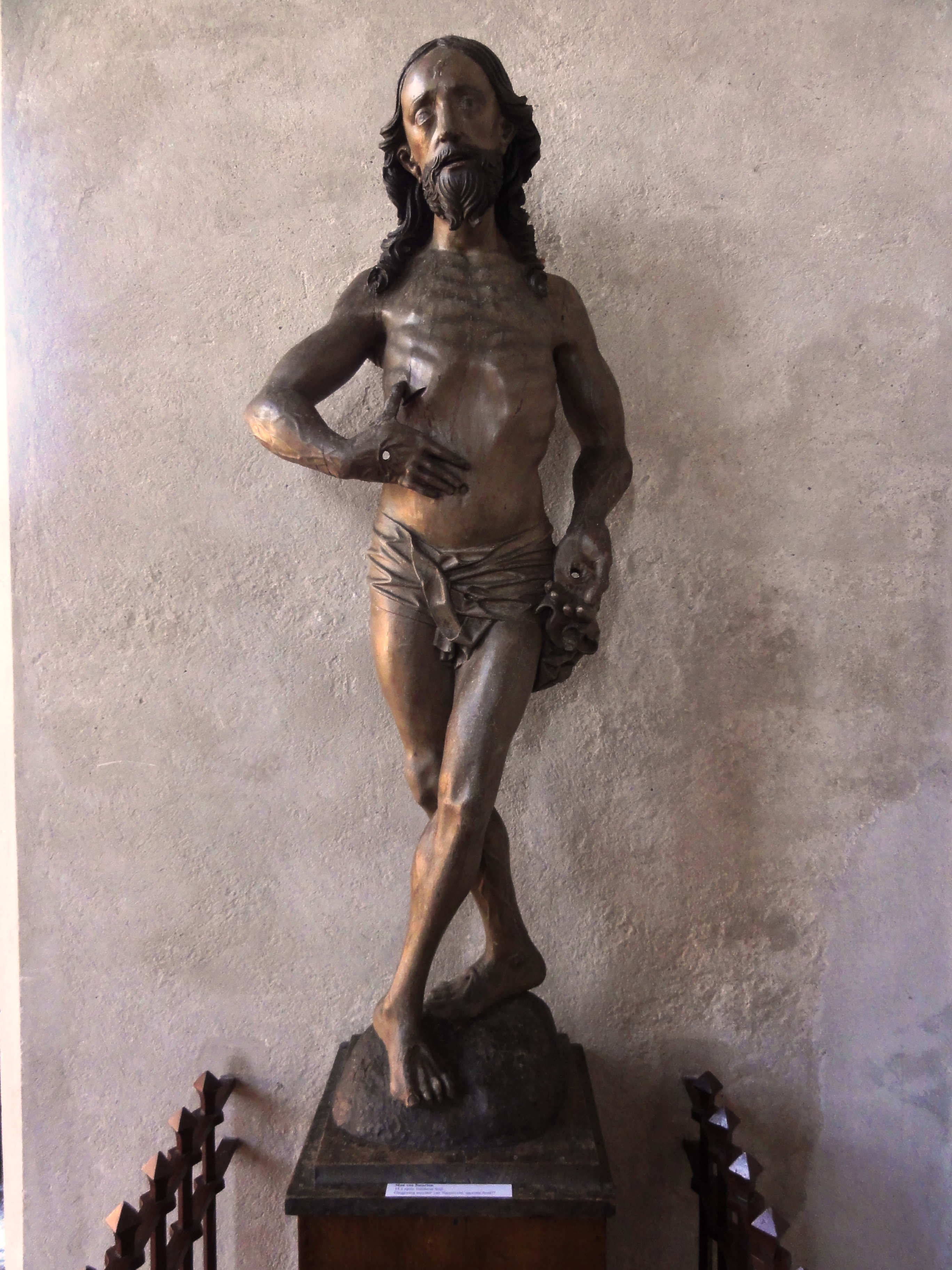
Kerk, beeld Man van Smarten, ca. 1550
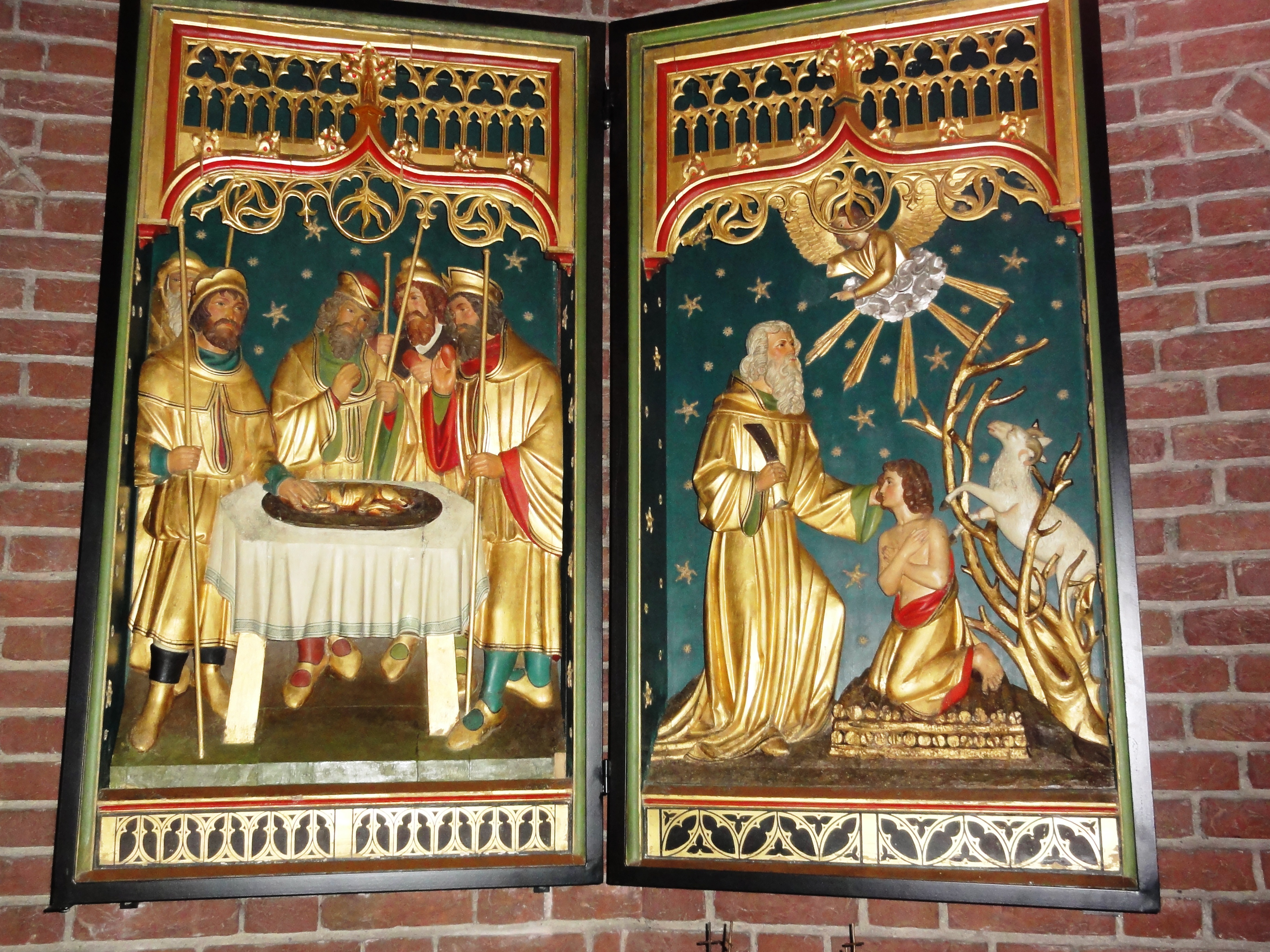
Kerk, gebeeldhouwde stenen 1+2 van 4 in het koor
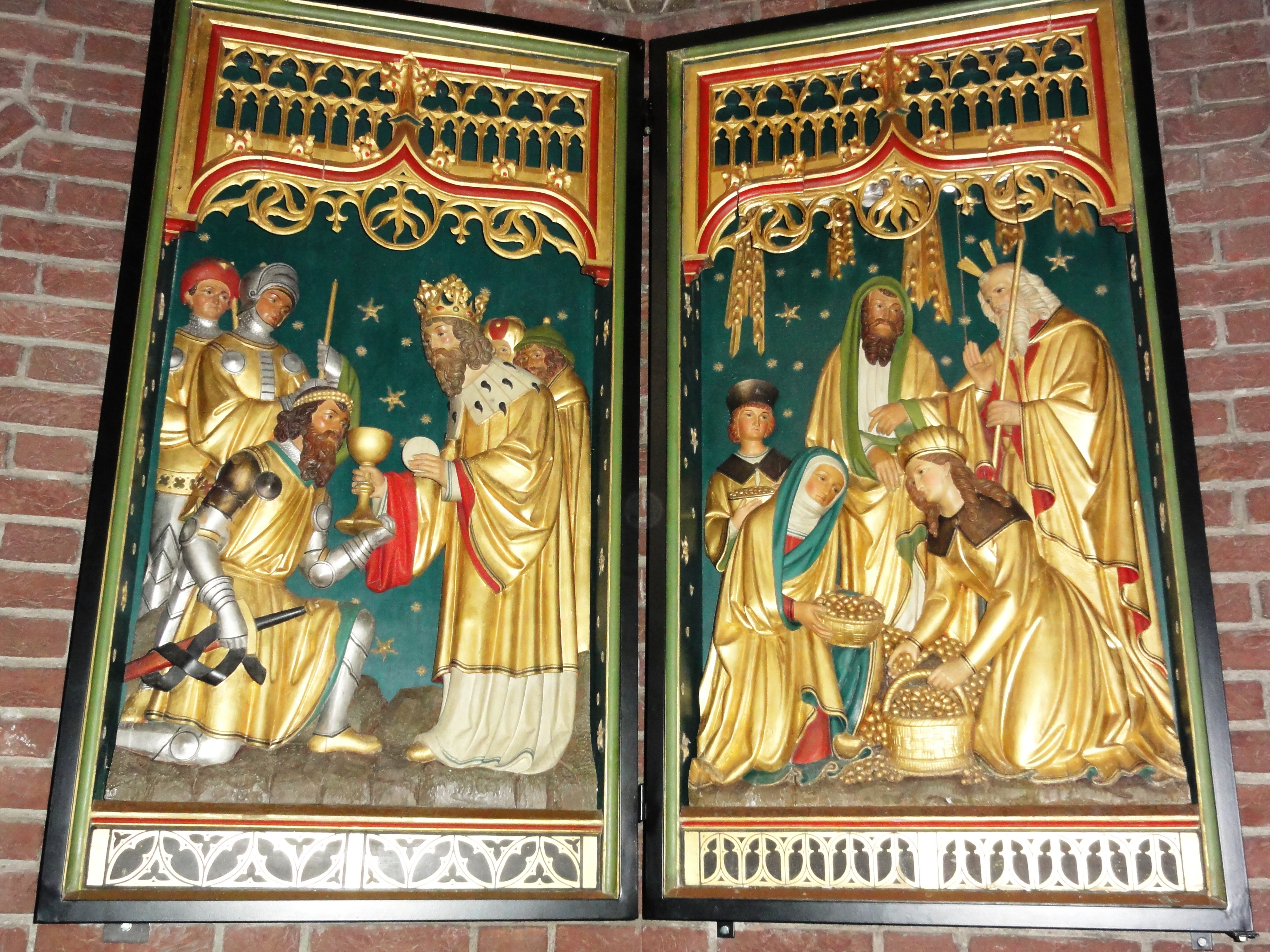
Kerk, gebeeldhouwde stenen 3+4 van 4 in het koor
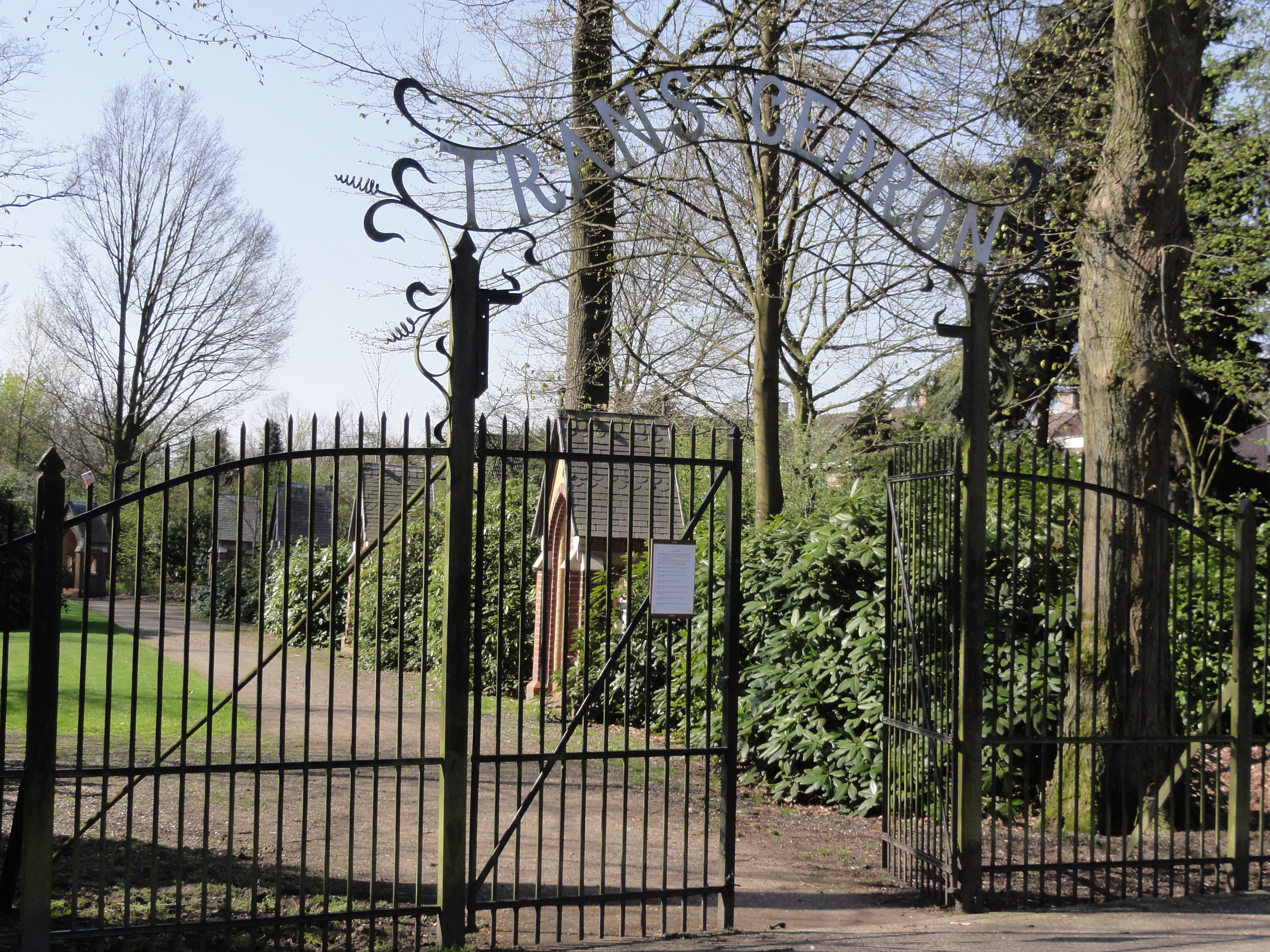
Trans Cedron, toegangshek kruiswegpark
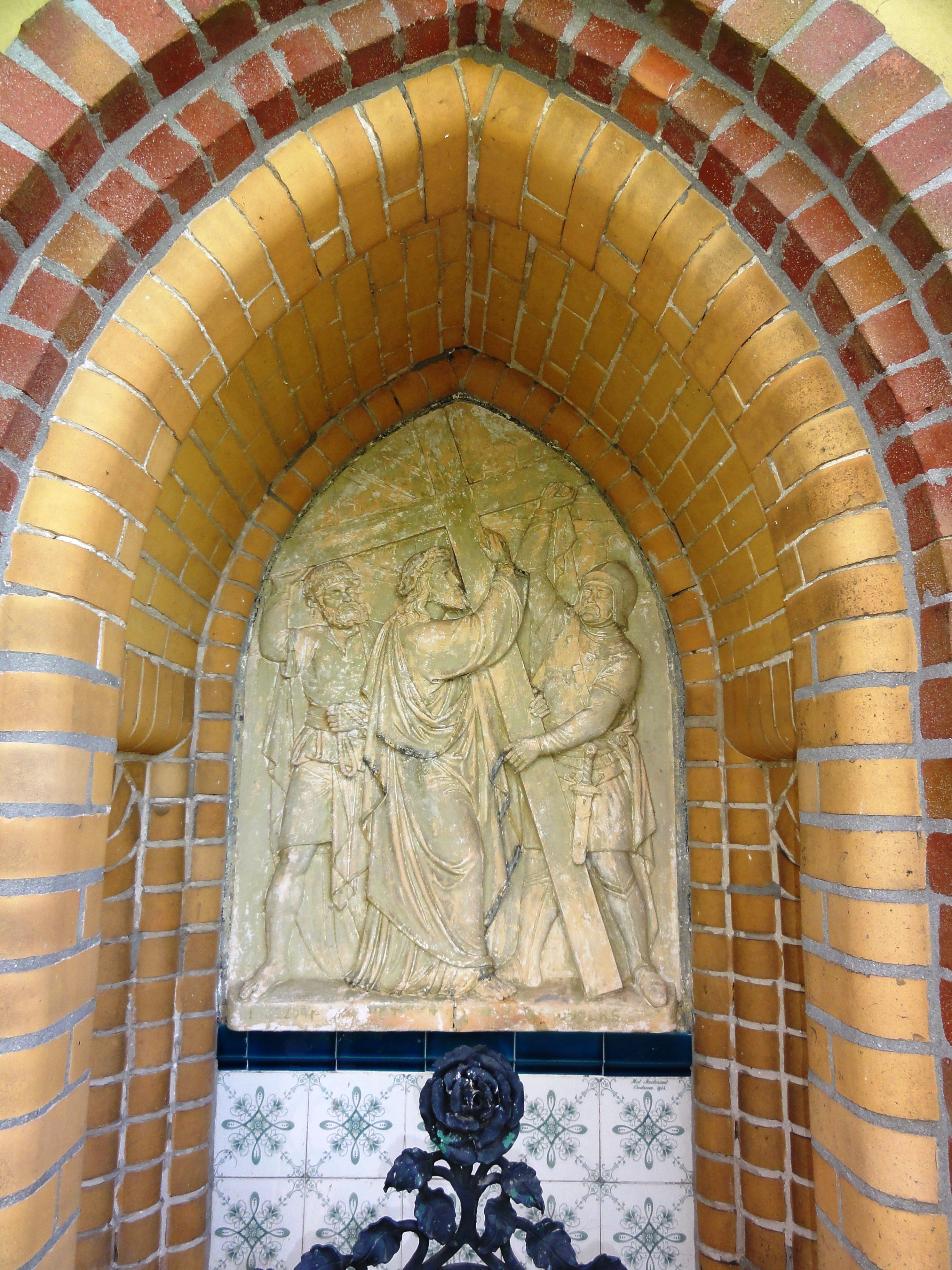
Trans Cedron, kruiswegpark, statie 2
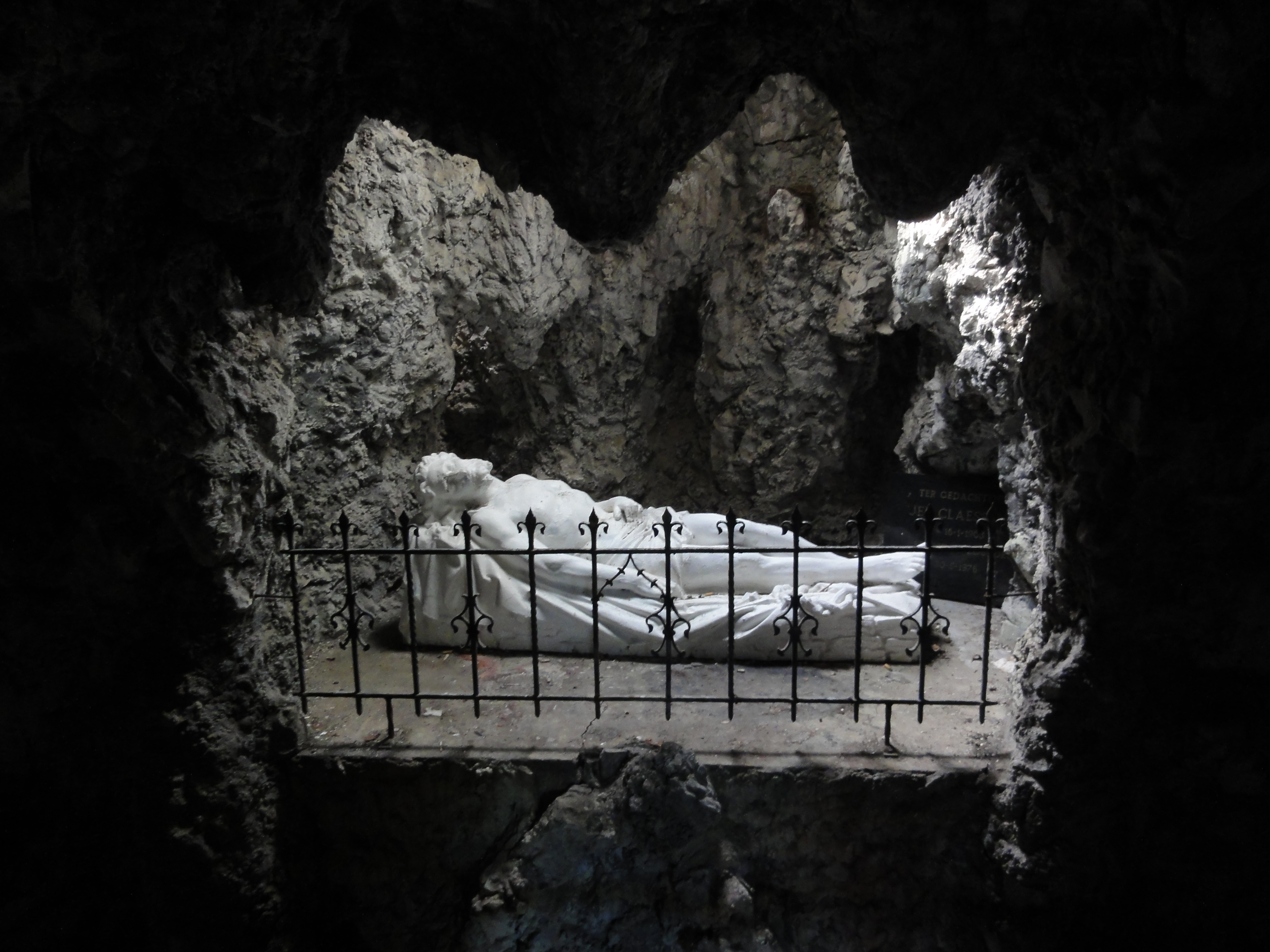
Trans Cedron, kruiswegpark, grot, statie 14, graflegging.
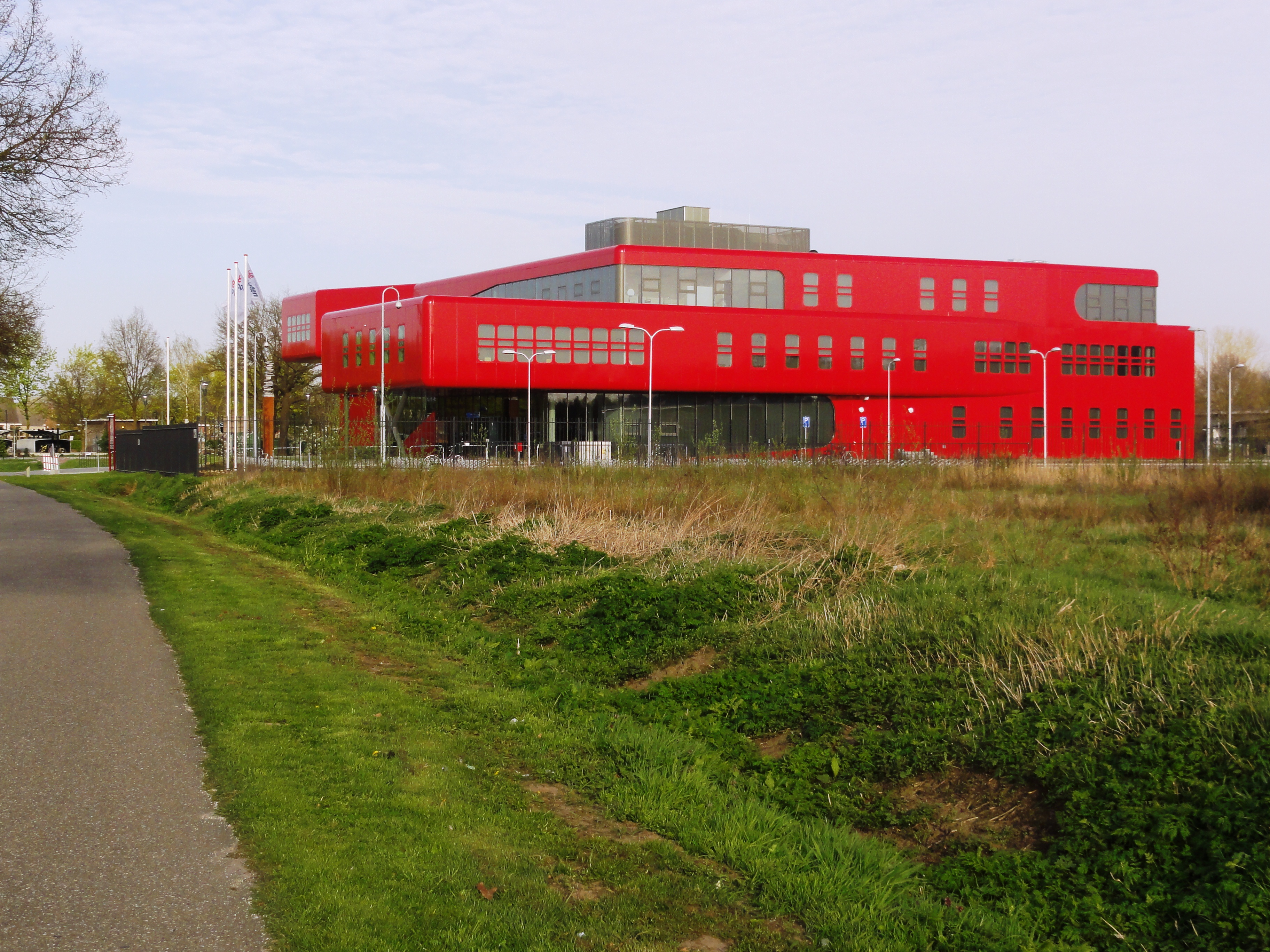
Gebouw Gilde opleidingen
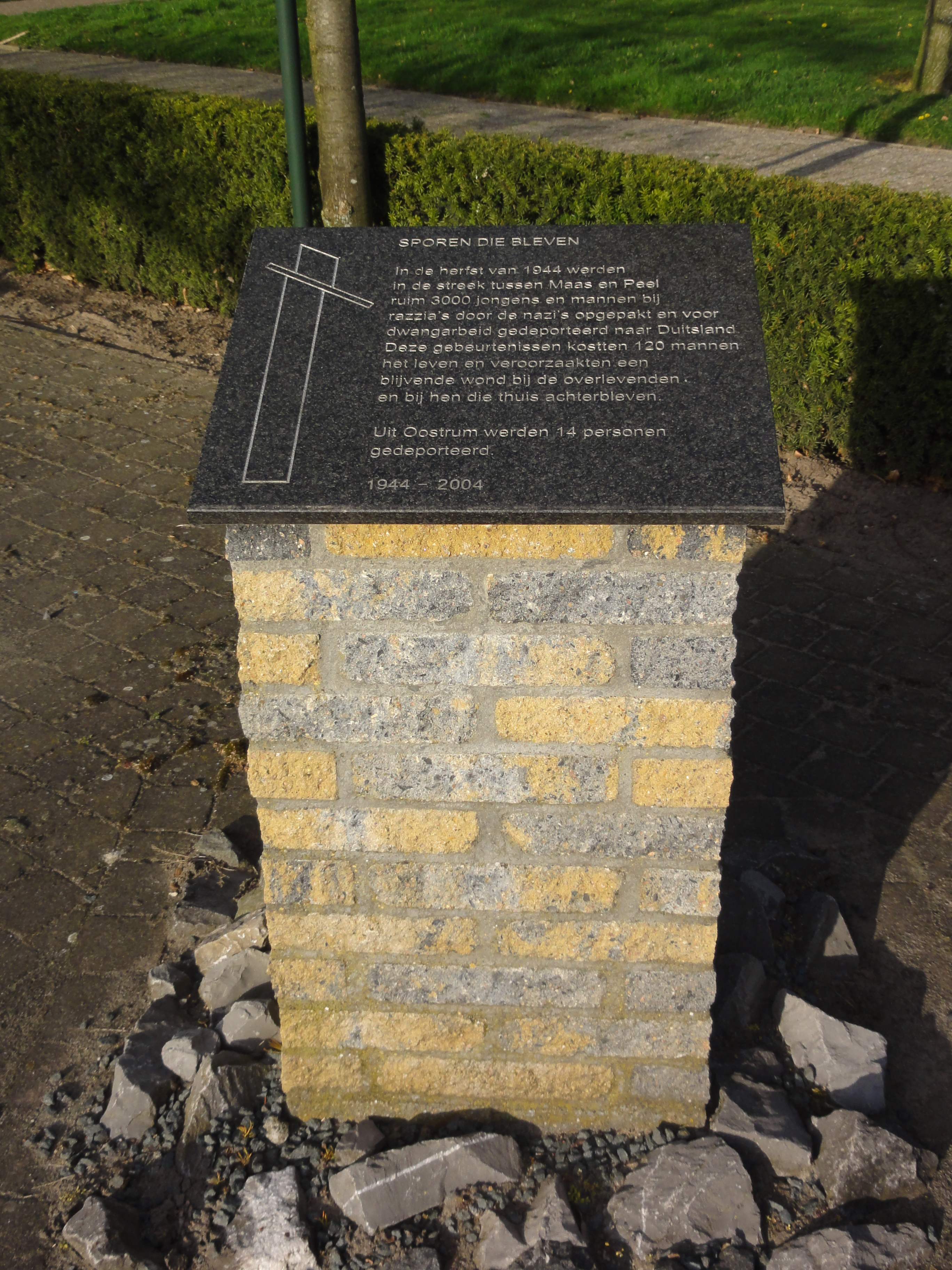
oorlogsmonumentje
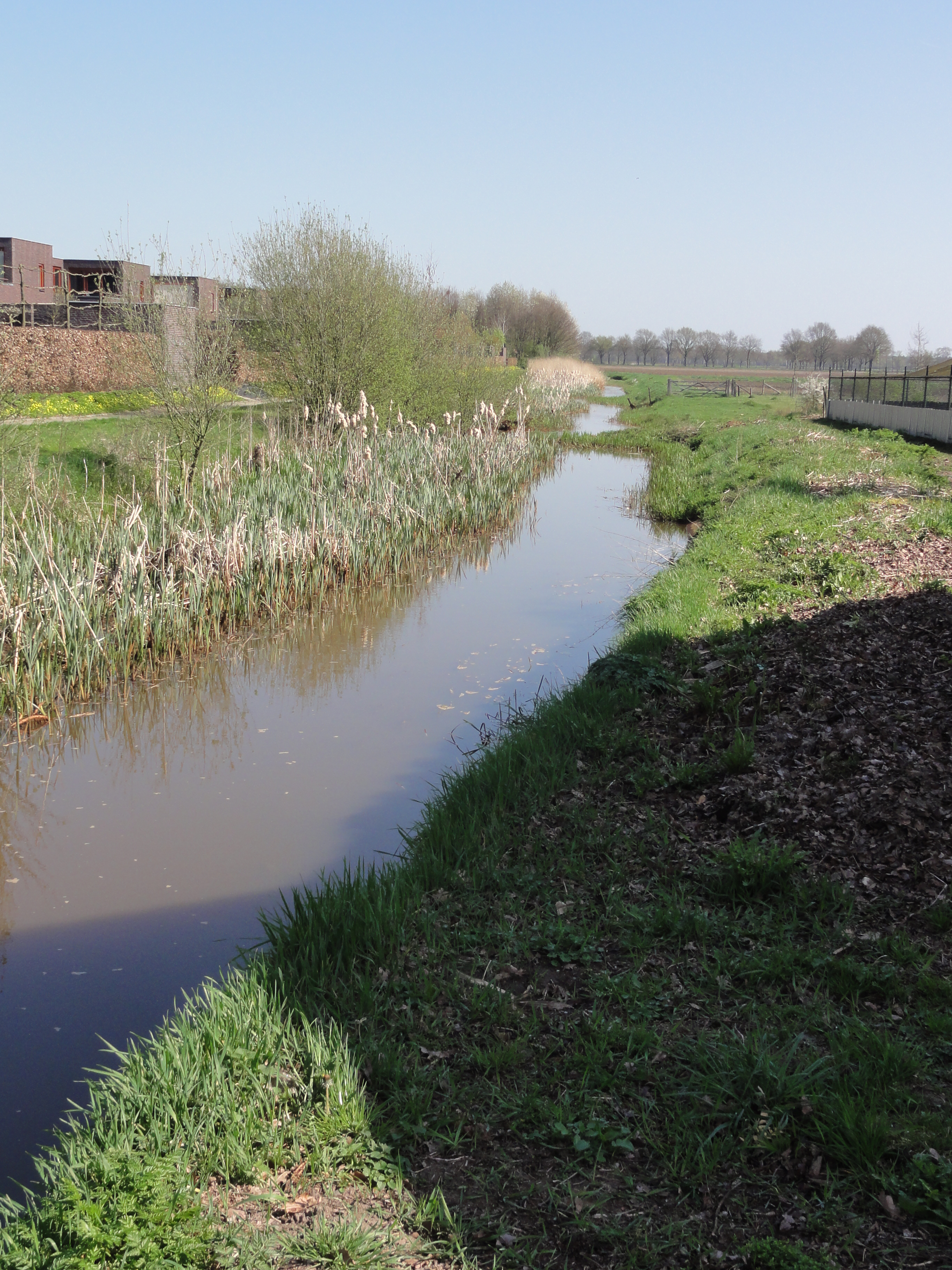
Oostrumse Beek in Oostrum
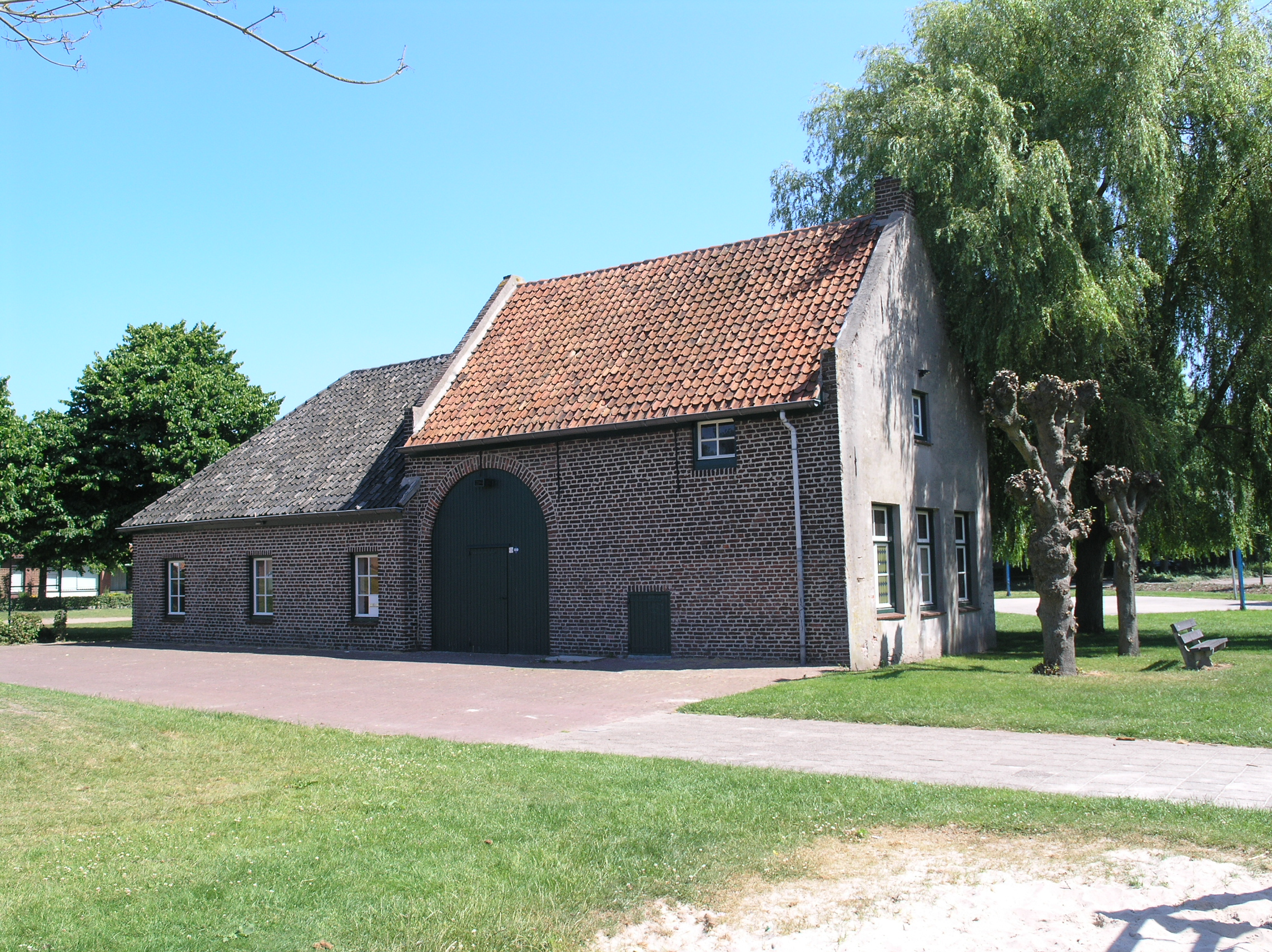
Campsmolen, draaide op de Oostrumse Beek.

## Natuur en landschap
Oostrum ligt op zandgrond, op een hoogte van ongeveer 21 meter, op de linkeroever van de Oostrumse Beek. De omgeving van Oostrum is sterk verstedelijkt. Vooral in de directe nabijheid van de A73 tussen Oostrum en Venray liggen grote bedrijventerreinen. Ten noorden van Oostrum maar vlak bij de dorpsgrens ligt het uitgestrekte Landgoed Geijsteren. In het zuidoosten ligt er een zand- en grindwinningsplas en het aanpalend vakantiepark De Witte Vennen. Langs de Oostrumse Beek liggen enkele stukken broekbos.

## Trivia
- In Friesland ligt ook een dorp dat de naam Oostrum draagt.

## Nabijgelegen kernen
Venray, Oirlo, Meerlo, Wanssum, Smakt, Geijsteren